# Pietro Scapinelli di Leguigno
Pietro Scapinelli, conte di Leguigno (Vicenza, 30 marzo 1904 – Reggio Emilia, 14 marzo 1941), è stato un aviatore e militare italiano.

## Biografia
Militare di carriera di nobili origini, nel 1924 fu allievo della Scuola Ufficiali di Complemento di Modena, nel 1925 passò alla scuola di pilotaggio SISA per idrovolanti di Portorose, per passare due anni dopo all'aviazione terrestre ed alla Regia Aeronautica.
Nel 1928 partecipò alle gare internazionali di Zurigo su Fiat C.R.30 giungendo secondo, per cui l'anno successivo venne scelto per il secondo corso della Scuola di Alta Velocità di Desenzano del Garda. Il 21 ottobre 1933, con il Macchi-Castoldi M.C.72 M.M. 177, lo stesso pilotato dal maresciallo Francesco Agello per ottenere il record del mondo di velocità il 10 aprile precedente ma dotato di un motore meno spinto, decollando al largo di Falconara Marittima e seguendo il percorso Porto Recanati - Porto Corsini e ritorno, conquistò la prestigiosa Coppa Blériot, destinata al primo pilota che avesse volato ad almeno 600 km/h per mezz'ora, con la media di 619,37 km/h, nonostante avesse incontrato condizioni meteorologiche avverse, che resero difficilissimo anche il decollo a causa del mare grosso;  per questa impresa gli venne conferita la medaglia d'oro al valore aeronautico con le congratulazioni del ministro dell'aeronautica Italo Balbo e fu premiato con la coppa a Parigi da Louis Blériot in persona, alla presenza del generale Pier Ruggero Piccio, all'epoca capo di stato maggiore della Regia Aeronautica, e di Jean Mermoz.

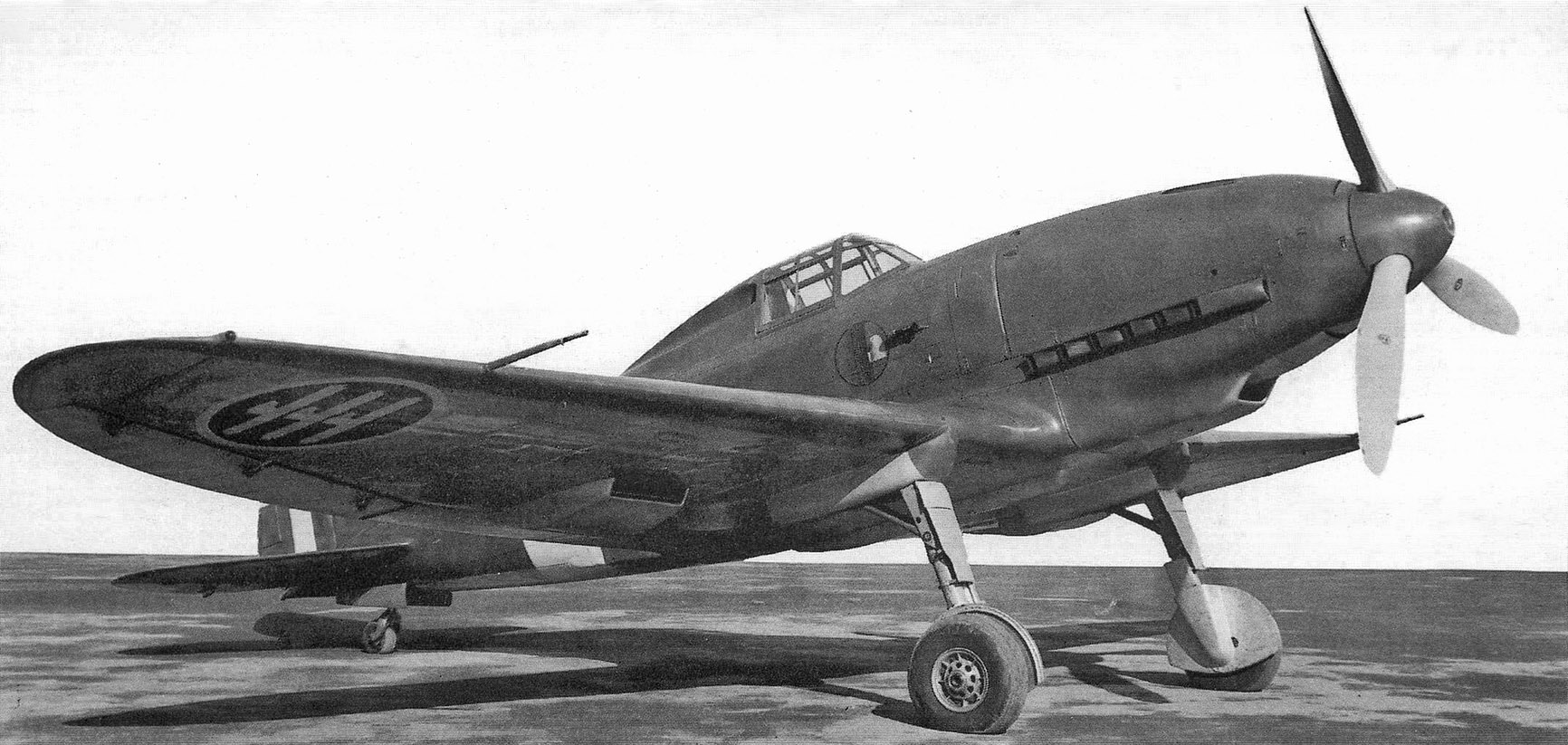
Il secondo prototipo del Reggiane Re.2001, su cui Scapinelli trovò la morte.

Nel 1937 partì volontario per la Guerra civile spagnola (’Salvini’), dove il Capitano Scapinelli comandava la 102ª Squadriglia sui Fiat C.R.32 all'Aeroporto di Palma di Maiorca nell'Aviazione Legionaria ed ottenne la promozione a maggiore per meriti di guerra e fu decorato di una Medaglia d'argento al Valor Militare. Rientrato in Italia e raggiunto il grado di tenente colonnello, dal 1940 divenne pilota collaudatore presso le Officine Meccaniche Reggiane finendo per rimpiazzare Mario de Bernardi, testando il Re.2000 e curando la messa a punto del nuovo caccia Re.2001. Al termine del 14° volo di prova sul secondo prototipo di quest'ultimo, il 14 marzo 1941 rimase ucciso tentando un atterraggio d'emergenza, lasciando la moglie Beatrice e cinque figli.
L'inchiesta successiva stabilì che durante una riattaccata sul campo di volo di Reggio Emilia, il variatore di passo dell'elica, costruito dall'Alfa Romeo ed ancora allo stadio sperimentale, si bloccò causando lo spegnimento del motore DB 601. Il pilota riuscì a scavalcare il torrente che delimitava il campo ed a dirigersi verso due salici, con l'intenzione di fermare il velivolo contro di essi, ma essendo la velocità ancora troppo alta l'urto fu molto violento, tanto da causare il distacco di netto dell'ala dalla fusoliera, che invece proseguì ancora per qualche metro. Scapinelli, non trattenuto adeguatamente dalle cinghie, anch'esse sperimentali, al seggiolino, urtò la testa contro la barra di comando e morì poco dopo il ricovero in ospedale senza riprendere conoscenza.
L'Alfa Romeo venne ritenuta responsabile del disastro e condannata al pagamento di un grosso risarcimento, che però si rifiutò sempre di pagare, come pure di corrispondere un contributo alla vedova, al contrario di quanto fecero le Officine Reggiane.
Gli è stata dedicata una piazza a Reggio Emilia.

## Onorificenze
Dati tratti dall'Istituto per la Storia della Resistenza e della Società contemporanea in provincia di Reggio Emilia.